# Cratere Insitor
Insitor  è un cratere sulla superficie di Cerere.